# Man Singh II
Man Singh II ou Sawai Man Singh II (dit Jai), né Mor Mukut Singh le 21 août 1912 à Jaipur et mort le 24 juin 1970 à Cirencester, est maharaja de Jaipur de 1922 à 1949, date à laquelle la principauté est intégrée à l'État du Rajasthan. Il exerce les fonctions de rajpramukh du Rajasthan entre 1949 et 1956. Il est également ambassadeur de l'Inde en Espagne. Il était aussi un joueur de polo ayant eu une certaine renommée.

## Biographie

### Enfance à la cour des maharajas
Mor Mukut Singh est né le 21 août 1912 au palais royal de Jaipur. Il est le fils du thakur Sawai Singh d'Isarda, un noble du clan rajput des Kachhwaha apparenté à la maison régnante de Jaipur, et de Sugan Kunwar, originaire du village de Kotla dans l'Uttar Pradesh. Le 24 mars 1921, il est adopté par le roi Madho Singh II (lui-même fils adoptif de Ram Singh II) et reçoit à cet occasion le nom de Man Singh. Il passe une enfance triste entre un père adoptif colérique, mais passionné par les arts et les lettres, et une mère indifférente.

### Accession au trône
Le 7 septembre 1922, le roi Madho Singh II s'éteint. Âgé de dix ans, il devient roi de Jaipur sous le nom de Man Singh II. Il est couronné le 18 septembre lors d'une grande cérémonie. Puis il se marie en 1929 avec une première épouse (Marudhar Kanwar de Jodhpur, sœur de Sumer Singh de Jodhpur) qui lui donne deux enfants. Pratiquant la polygamie, il se remarie en 1932 avec Kishore Kanwar de Jodhpur (dite Jo Didi ; nièce de la première épouse et fille de Sumer Singh de Jodhpur). Il n'y a guère d'amour entre les deux époux, mais ils ont néanmoins deux enfants. Puis, il se marie enfin en 1940 avec l'élue de son cœur, la princesse Gayatri Devi de Cooch Behar qui lui donne un fils, Jagat. En tout, Man Singh II a cinq enfants :
- Prem Kumari (1929–1970 ; femme du maharawal de Baria)
- Bhawani Singh (1931–2011 ; époux de Padmini Devi, fille du maharaja Rajendra Prakash de Sirmur ; il deviendra maharaja en titre de Jaipur après la mort de son père). 
  - Succession par sa fille Diya Kumari (née en 1970), 
    - mère de Padmanabh Singh (né en 1998 ; maharaja titulaire de Jaipur en 2011),
    - et de Kunwar Lakshyaraj Prakash (né en 2004 ; maharaja titulaire de Sirmour en 2013)
- Jai Singh (né en 1933 ; époux de Vidya Devi, fille du raja de Jubbal)
- Prithviraj (1935–2020 ; Raja de Bhagwatgarth ; époux de Devika Devi de Tripura, nièce maternelle de la troisième épouse Gavatri Devi)
- Jagat Singh (1949–1997).

### Intégration de la principauté à l'Inde
En 1947, l'Inde obtient son indépendance. À ce moment le roi Man Singh II devient vassal du Dominion de l'Inde. Sa principauté est supprimée en 1949 au moment de la création de l'État du Rajasthan. Il devient alors rajpramukh du Rajasthan, jusqu'en 1956 et conserve tous ses titres, qui ne sont abolis qu'après sa mort, en 1971.

### Dernières années

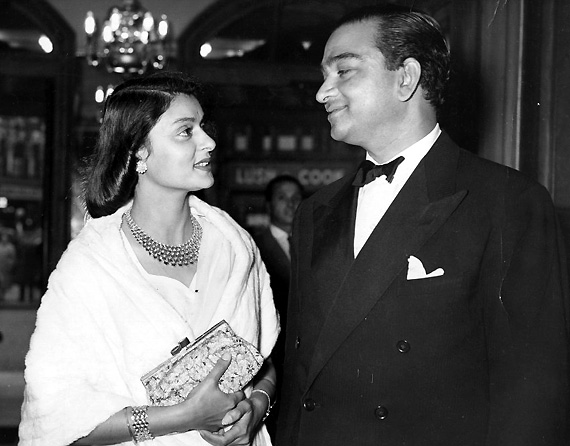
Le roi Man Singh II et la reine Gayatri Devi.

Dans les années 1960-1970, Man Singh II est un souverain pacifique qui aime voyager. Il avait même mis en place un tour du monde qu'il ferait lui-même. Malheureusement cette idée ne vit jamais le jour. En 1966, Man Singh II se rend en Espagne. L'année suivante, il arrive en France accueilli par le président Charles de Gaulle. En 1969, il est reçu en Angleterre par la famille royale. Le 24 juin 1970, Man Singh II est victime d'un accident en jouant au polo à Cirencester et meurt des suites de ses blessures le même jour. C'est l'un des seuls maharajas n'étant pas mort à Jaipur.

## Sources
- (en) Cet article est partiellement ou en totalité issu de l’article de Wikipédia en anglais intitulé « Man Singh II » (voir la liste des auteurs).